# Wladimir Köppen
Wladimir Peter Köppen (São Petersburgo, Rússia, 25 de setembro de 1846 — Graz, Reich Alemão, 22 de junho de 1940) foi um geógrafo, meteorólogo, climatólogo e botânico alemão.
Considerado precursor da ciência meteorológica moderna, suas descobertas influenciaram profundamente os rumos das ciências da atmosfera.
Neto de um dos médicos alemães levados à Rússia pela imperatriz Catarina II, com a finalidade de melhorar as condições sanitárias da nação, seu pai, Peter von Köppen, viveu na corte de Alexandre II e obteve os mais importantes títulos científicos da Rússia. Morando na Crimeia, junto ao mar Negro, influenciou-se com a flora e as variedades climáticas da região e iniciou estudos de botânica na Universidade de São Petersburgo (1864), que concluiu na cidade alemã de Heidelberg. Emigrou para Hamburgo (1874) para dirigir a divisão de telegrafia meteorológica, disciplina dedicada à detecção de temporais e à meteorologia marinha, do Observatório Naval Germânico (1875-1918).
Tornou-se (1884) o primeiro pesquisador a mapear as regiões climáticas do mundo e suas variações ao longo dos meses do ano. Seu mapa climatológico, que abrangia desde o círculo polar até as latitudes tropicais, representou um progresso para a meteorologia da época com o mapeamento de todas regiões climáticas do mundo.
Ao longo de sua notável trajetória, Köppen demonstrou sua versatilidade intelectual. Possuindo amplo conhecimento em diversos campos, ele acolhia de maneira receptiva novas abordagens e métodos, especialmente os propostos por jovens cientistas, sendo reconhecido por sua disposição como ouvinte paciente e construtivo. Embora suas viagens fossem limitadas, seu entendimento sobre o mundo era substancial, e ele enxergava seu trabalho e interesses pessoais em um contexto global. Sua profunda preocupação com seus semelhantes transparecia no tempo e esforço que dedicava a questões como reforma no uso da terra, educação, melhorias na nutrição para os menos privilegiados, combate ao alcoolismo e revisão do calendário. No âmbito da paz mundial, ele defendia vigorosamente o uso disseminado do esperanto, que dominava tão proficientemente quanto o alemão e o russo. Entre os anos de 1868 e 1939, ele produziu mais de 500 publicações, algumas das quais traduziu para o esperanto.
A afeição de Köppen pelas crianças era amplamente reconhecida. Ele desempenhou um papel fundamental na criação do Eimsbütteler Boys Home em Hamburgo, onde era um colaborador ativo e constante. Além disso, em sua família composta por esposa e cinco filhos, acolheu um sobrinho e sobrinha após o falecimento do pai deles. Quando um grupo de estudantes russos fugiu para a Alemanha, ele organizou abrigo para eles em Hamburgo e posteriormente auxiliou alguns a chegarem aos Estados Unidos. Esses gestos altruístas demandavam significativos sacrifícios, dado que seus recursos eram limitados.
Köppen era um indivíduo de estatura e dignidade notáveis. Sua modéstia se refletia em suas ações: absteve-se de usar o título "von" que tinha direito a herdar, raramente mencionava suas diversas honrarias e optava por viajar em vagões de terceira classe nas ferrovias. Pertencente a uma época em que um estudioso podia abranger várias disciplinas e fazer valiosas contribuições para as ciências naturais, Köppen foi um dos últimos exemplares desse tipo de acadêmico. Eminentemente destacado entre os intelectuais de sua era, ele desbravou o caminho para os especialistas científicos do século 20.
Classificou os climas em cinco tipos distintos (1900), baseado nas chuvas e temperaturas, expondo um sistema matemático de classificação climática que durante décadas orientou as técnicas meteorológicas. Mudou-se para Graz, na Áustria (1924), cidade onde permaneceu até morrer e onde, em colaboração com Rudolf Geiger, redigiu seu Handbuch der Klimatologie (1927), publicado em cinco volumes.